# Rue du 8-Mai-1945 (Mont-de-Marsan)
Pour les articles homonymes, voir Rue du 8-Mai-1945.
La rue du 8-Mai-1945 est une voie de circulation de la commune de Mont-de-Marsan, dans le département français des Landes.

## Présentation
Cette artère, ouverte à la circulation automobile, se situe dans le centre historique de Mont-de-Marsan. Elle relie la rue Armand-Dulamon et la rue Victor-Hugo au sud au pont du Lycée franchissant la Douze au nord et donnant accès à la place Francis-Planté. Elle est traversée par la rue Maubec.

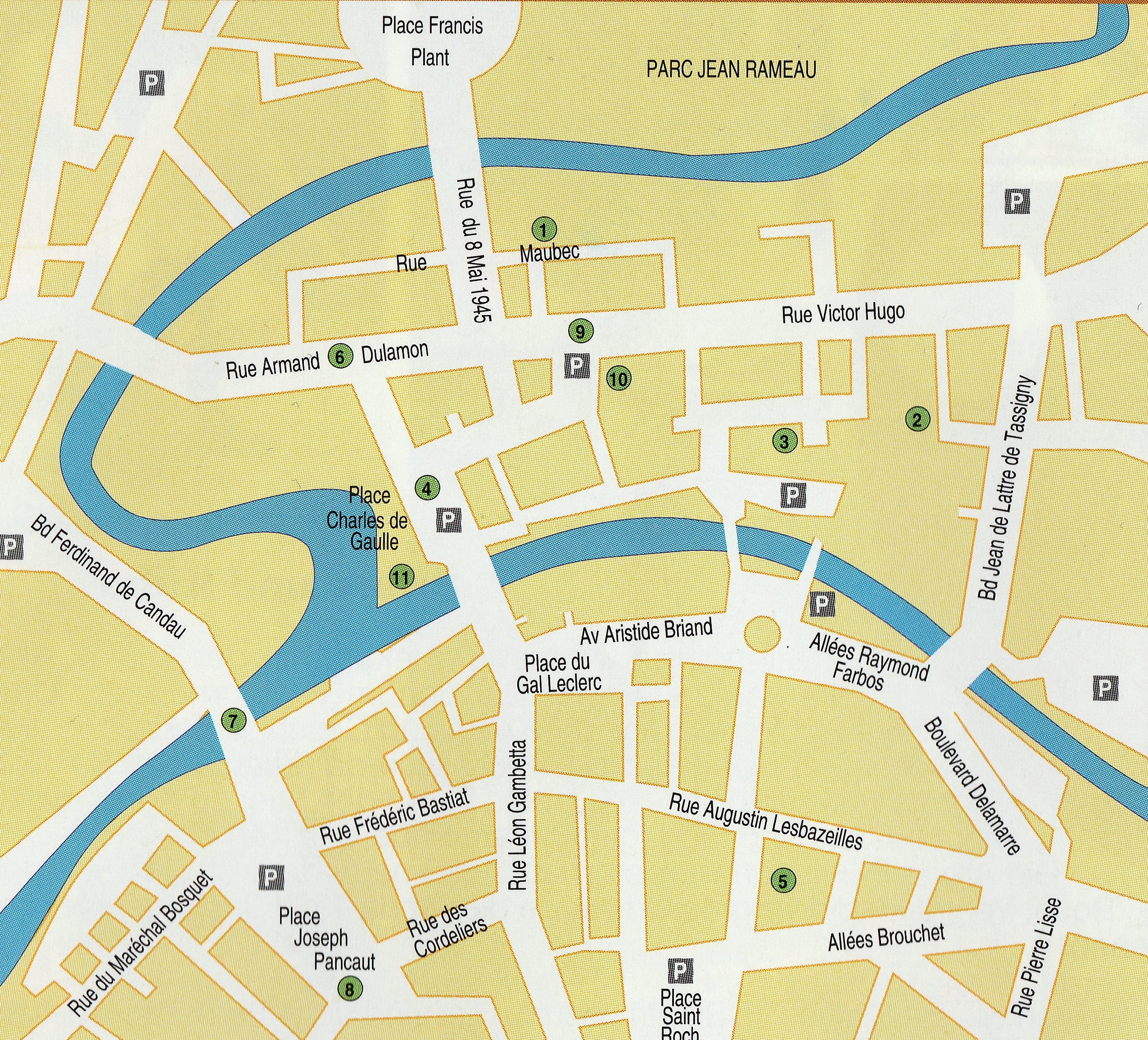
Situation de la place du Général-Leclerc

## Nom
Elle est dénommée rue du 8-Mai-1945 depuis le 8 mars 1966 à la demande d'anciens combattants, déportés et victimes de guerre, en souvenir de la date de l'acte de capitulation du Troisième Reich mettant fin à la Seconde Guerre mondiale.
À sa  création, elle est dénommée rue des Ursulines, puis rue des Casernes en 1806, avant de recevoir, par décision du conseil municipal du 2 janvier 1811, le nom de rue Duplantier, qu'elle conservera pendant 155 ans (elle figure sous ce dernier nom sur le plan général de la ville de Mont-de-Marsan de 1845).

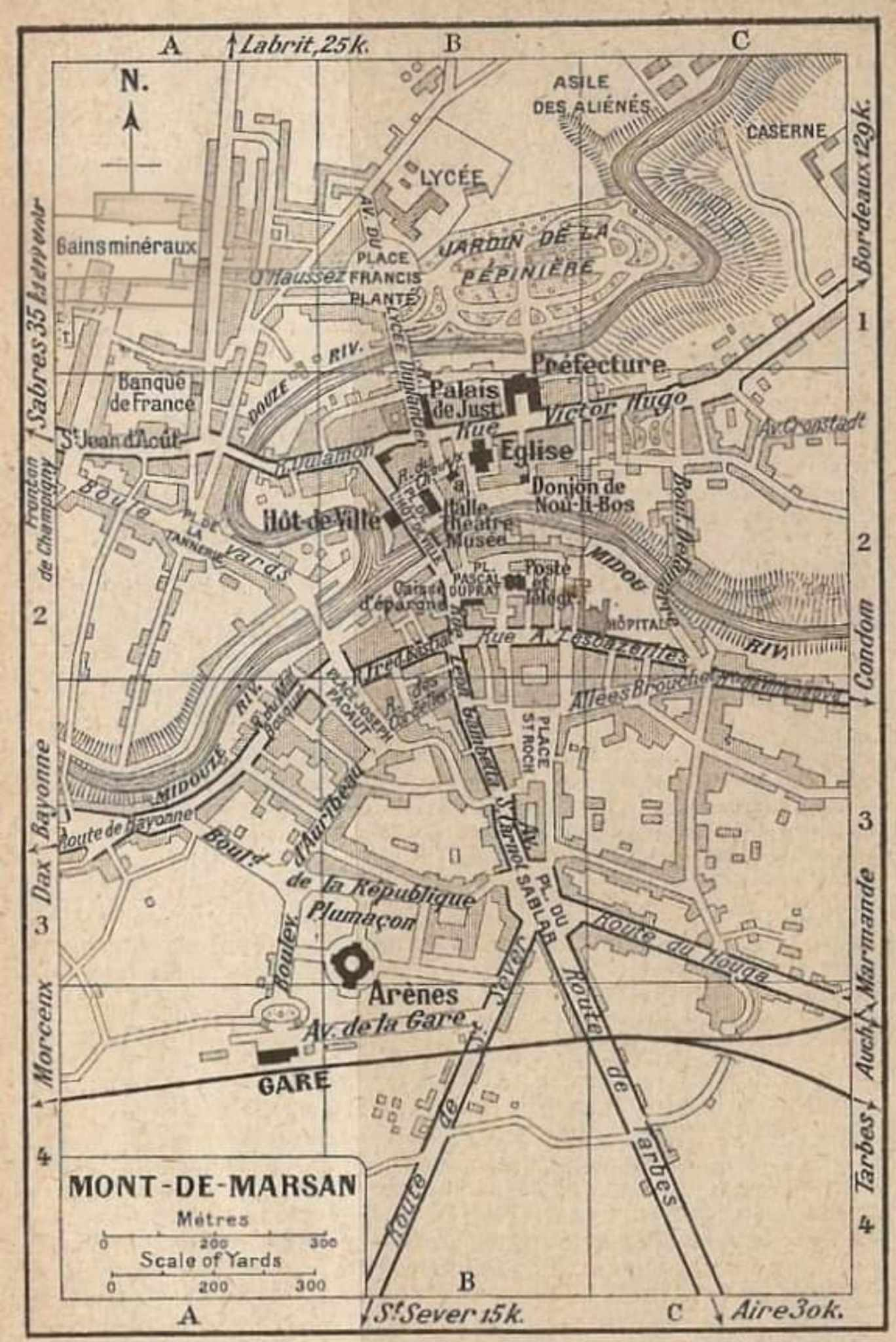
Situation de la rue du Lycée et Duplantier sur un plan ancien de Mont-de-Marsan.

### Histoire
L'emprise de cette voie de circulation traverse le site de l'ancien couvent des Ursulines, abandonné au moment de la Révolution française par les religieuses qui en sont chassées en octobre 1792. Après avoir servi de caserne, d'hôpital militaire et de prison pédant la période révolutionnaire, l'établissement religieux est entièrement rasé au début du Premier Empire. La voie nouvellement créée est alors une impasse qui coupe la rue Maubec en deux. Elle sera prolongée côté nord par une passerelle piétonne en bois édifiée en 1819 donnant accès à la commune alors autonome de Nonères, située sur la rive droite de la Douze. La passerelle sera remplacée par le pont du Lycée en 1870.
Outre le percement de la rue, l'espace libéré par la démolition de l'ancien couvent des Ursulines permet la construction de nouveaux bâtiments administratifs et militaires, sous l'impulsion de Jean-Marie Valentin-Duplantier (second préfet des Landes, de 1802 à 1810), de part et d'autre de la chaussée qui prendra son nom. Côté est, c'est le cas des anciens palais de justice de Mont-de-Marsan et caserne d'Infanterie (avant la construction de la caserne Bosquet) et coté ouest, des anciennes maison d'arrêt de Mont-de-Marsan et caserne de gendarmerie de Mont-de-Marsan.
Le 6 octobre 1913, le cortège conduisant Raymond Poincaré emprunte la rue lors des fêtes présidentielles.

## Bâtiments remarquables et lieux de mémoire
Les écuries de l'ancienne gendarmerie sont inscrites au titre des monuments historiques par arrêté du 21 décembre 1984.

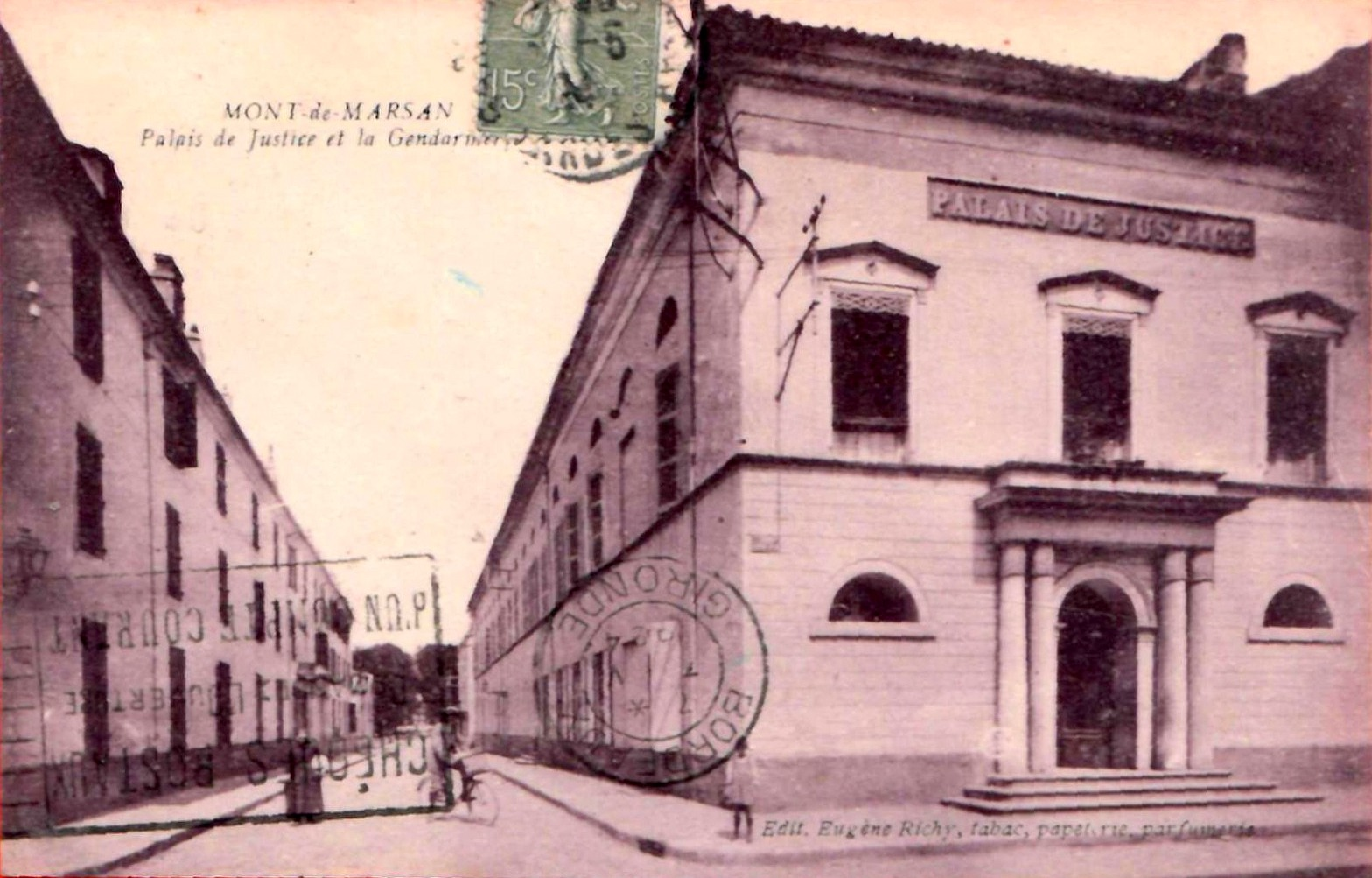
Ancien palais de justice de Mont-de-Marsan, dont l'entrée donnait sur la rue Victor-Hugo jusqu'en 1959.
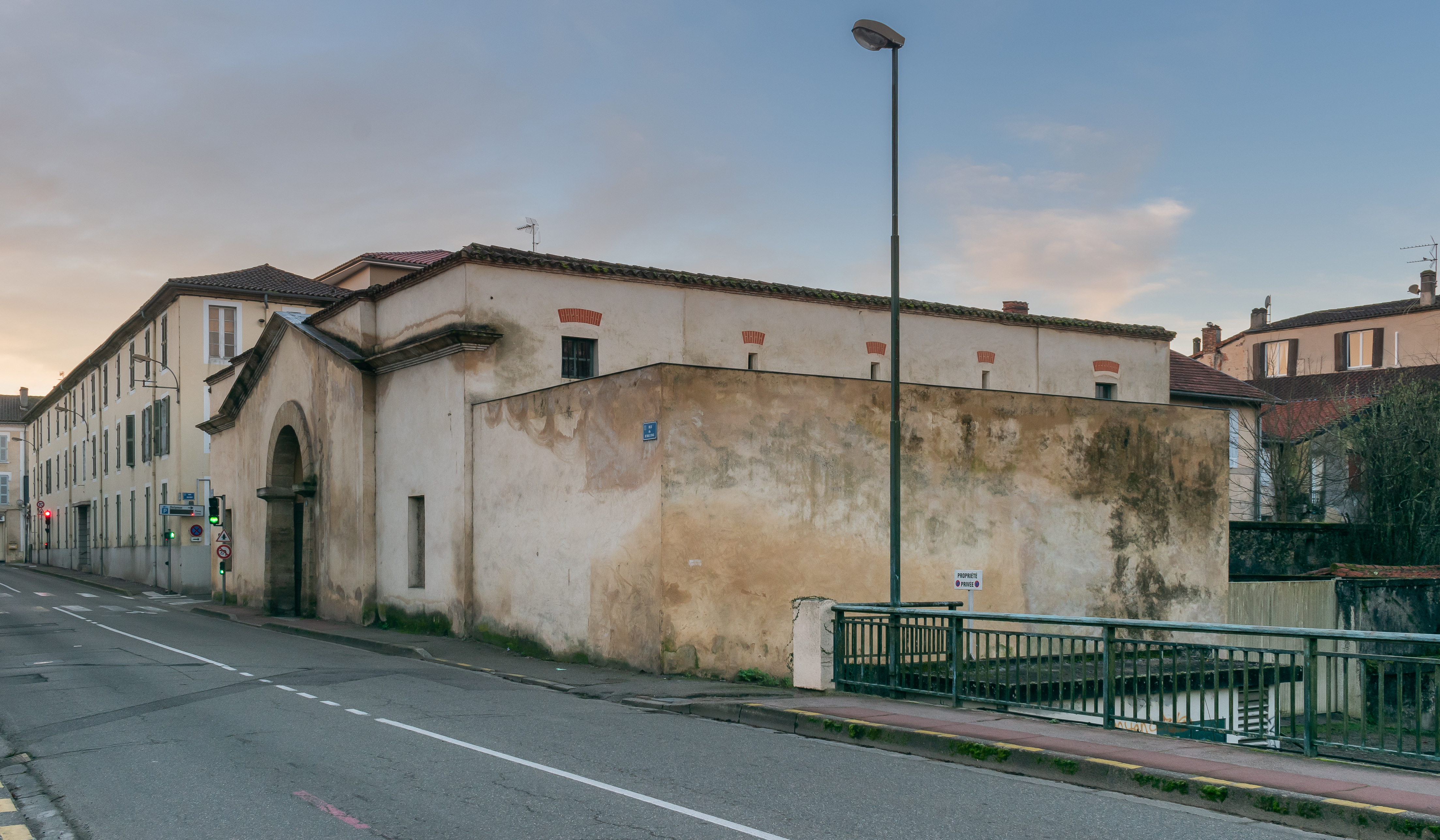
Ancienne gendarmerie de Mont-de-Marsan : les écuries au premier plan et la caserne en enfilade.